# 1612 Hirose
1612 Hirose је астероид главног астероидног појаса са средњом удаљеношћу од Сунца која износи 3,101 астрономских јединица (АЈ).
Апсолутна магнитуда астероида је 11,6.